# Zamfirești (gmina Cepari)
Zamfirești – wieś w Rumunii, w okręgu Ardżesz, w gminie Cepari. W 2011 roku liczyła 12 mieszkańców.